# 山下泰裕
山下 泰裕（やました やすひろ、1957年（昭和32年）6月1日 - ）は、日本の柔道家、体育学者。学位は体育学修士（東海大学大学院・1983年） 。第5代日本オリンピック委員会（JOC）会長。
東海大学体育学部武道学科 教授（1996年 -）、体育学部 学部長（2009年4月 - ）、副学長（スポーツ・一貫教育担当）（2011年10月 - ）。
「日本柔道界最強の男」と称された実力者であった。

## 人物
熊本県上益城郡矢部町（後の 山都町）出身。東海大学柔道部監督。柔道指導員、全日本柔道連盟名誉会長、東京オリンピック・パラリンピック競技大会組織委員会副会長、日本オリンピアンズ協会理事。
過去に、全日本柔道男子強化ヘッドコーチ（1992年 - 2000年）、男子強化部長（2000年 - 2004年）、強化副委員長（2004年 - 2008年）、理事・副会長・強化委員長（2013年 - 2017年）、国際柔道連盟教育コーチング理事（2003年 - 2007年）、神奈川県体育協会会長、朝日新聞社嘱託社員（1986年 - 2017年）、日本オリンピック委員会 (JOC) 会長（2019年 - 2025年）などを歴任。
引退から逆算して203連勝（引き分け含む）、また対外国人選手には生涯無敗（116勝無敗3引き分け）という大記録を打ち立てた。1985年6月17日引退。現役時代にフェアプレー賞、国民栄誉賞を受賞。

## 来歴

### 中学まで
熊本県上益城郡矢部町で生まれる。実家は魚屋だった。幼少期虚弱だったことから、祖父・鯛蔵からスパルタ教育を受ける。しかし保育園入園頃には既に体格が大きく、4歳時点で身長122 cmもあり体重も20 kgを超え、わんぱく少年として喧嘩やいたずらに明け暮れるようになった。小学校低学年の頃にはあまりの腕白ぶりに同級生から「（泰裕がいるから）学校に行きたくない」と苦情が出る程で母親は度々近所等に頭を下げて回っていたという。一方で腕白ながらも成績は良かったという。小学校3年の1月に藤壺道場に入門し、柔道を始めた。
小学校4年生のときに柔道をはじめ、小学校6年生の時には熊本県の柔道大会で優勝し、名門・熊本市立藤園中学校に入学。中学1年次には既に体重が100 kg近かった。中学時代は監督の白石礼介の厳しい指導の下、組み手を左自然体に変えて、基本に忠実な柔道に取り組んだことでさらに力を付けた。全国中学校柔道大会の団体戦には2年3年と出場して、ともにオール一本勝ちで藤園中学の優勝に大きく貢献し、「怪童出現」と一躍注目された。
なお、中学2年の時に「将来の夢」という作文を書き、その中で「オリンピックに出場して、メインポールに日の丸を掲げながら『君が代』を聞きたい。そして柔道の素晴らしさを世界の人々に広げられるような仕事をしたい」と書いていた。

### 高校時代
高校進学に当たり東京の強豪校から多くのスカウトを受けるが、「東京へ出るのは大学からでいい」と考えていた山下は、恩師の白石が新たに柔道部監督を務めることになった九州学院高等学校に進学する。金鷲旗の準決勝では嘉穂高校2年生の吉岡剛に判定負けして、同校チームは3位にとどまったものの、インターハイ重量級において、同大会史上初の1年生優勝を果たした。2年生の時には7月の金鷲旗で10戦全勝してチームを優勝に導いたものの、続く8月のインターハイの準決勝では、その年の全日本選手権に高校生ながら出場を果たして注目された岐阜県立関高校3年生の松井勲と対し、判定負けして3位に終わる。もはや熊本には練習相手がおらず、自身の実力が伸び悩んでいるのを実感していた山下は、松井や吉岡の成長を見るにつけ現状に不安を覚えたことや、祖父の奨めなどもあり、2学期からは前年より勧誘のあった神奈川県の東海大相模高校に転校することとなった。
転校後、この年の全日本選手権で優勝した東海大学教員の佐藤宣践とその家族に公私両面で世話になり、稽古はほとんど東海大学で付けることによって、さらなる成長を果たした。また、転校後間もない9月には、附属高校の生徒でありながら東海大学のヨーロッパ遠征メンバーの一員として加わり、現地での試合では13戦全勝を記録。11月にはドイツとの親善試合にも出場して全勝した。当時の様子を佐藤は「日に日に強くなっていくようだった」と呆れ口調で語り、山下も「熊本から単身出てきたが、悲しくも淋しくもない。毎日が充実していて、気持ちが前向きだった」と振り返る。
高校3年になる直前の3月には全日本選手権の関東予選に出場して、神奈川県警の諸井三義に内股で一本負けするものの、高校生ながら出場権を得た。
17歳で出場した1975年の全日本選手権では準決勝まで進出した。準決勝で旭化成の上村春樹に判定負けを喫するも、3位入賞を果たした。5月にはウィーン世界選手権の国内1次予選会に出場するが、警視庁の遠藤純男に優勢負け、福岡県警の二宮和弘には合技（大外刈、小外刈）で一本負けを喫した。7月には2次予選会に出場するが、そこでは静岡県警の安斉悦雄に優勢負けした。一方、金鷲旗では11戦全勝して東海大相模の初優勝に貢献すると、インターハイ団体戦では8戦全勝して東海大相模を初優勝に導き、個人戦重量級でも6戦全勝して2年ぶり2度目の優勝を果たした。9月には全日本選抜体重別選手権に出場したが、全日本選手権同様、遠藤に優勢負けした。10月には国体高校の部に出場して、8戦7勝1分けの成績で神奈川県の優勝に大きく貢献。11月には全日本新人体重別選手権で優勝を果たした。翌76年の1月にはフランス国際に出場して、準決勝でオーストリアのクラウス・ワラスにまず小内刈で効果を取られると、続いて出足払いで技ありを取られピンチを迎えるも（この技を主審は一本と判断したが、副審2人が技ありと示したことで技ありに訂正となった）、その後横四方固で逆転の一本勝ちを果たすと、決勝でも1972年ミュンヘンオリンピック重量級3位であるソ連のギービ・オナシビリに棄権勝ちして、高校生にしてフランス国際を制した。2月には1976年モントリオールオリンピックの1次予選会に出場するも、そこで遠藤、二宮、警視庁の高木長之助にいずれも優勢負けを喫した。3月には全日本選手権の関東予選に出場して優勝し、同月、東海大相模高校を卒業。

### 大学時代
4月には東海大学体育学部武道学科に進学。そしてオリンピックの2次予選会に出場するも、上村春樹と遠藤純男にそれぞれ優勢負けを喫した。さらに全日本選手権にも出場するが、3回戦で、前年に続き上村に小内刈で有効を取られて敗れた。5月には全日本体重別選手権に出場するが遠藤に優勢負けした。6月には学生優勝大会で全勝するも、チームは中央大学に敗れ2位に終わった。10月には全日本学生大会の無差別級で史上初の1年生チャンピオンに。11月には全日本選抜団体選手権に出場して6戦5勝1分けするが、チームは2位に終わった。さらに全日本新人体重別選手権大会で2連覇を果たすと、12月にスペインのマドリードで開催された世界ジュニア選手権では、オール一本勝ちで優勝を飾った。
大学2年になると、全日本選手権の東京予選に出場してこれを制し、全日本選手権の本大会でも順調に勝ち上がって準決勝で高木長之助を小外刈の有効で下した。決勝では前年のオリンピックで銅メダルを獲得した遠藤純男を相手に一進一退の攻防を繰り広げ、判定2－1ながらも19歳にして史上最年少優勝を果たし、「怪童」が「怪物」と呼ばれるようになった。6月には全日本学生優勝大会で5戦全勝して東海大学の初優勝に大きく貢献。7月には全日本体重別選手権で初優勝を果たし、世界選手権95 kg超級代表に選ばれた。しかし、9月にスペインのバルセロナで開催される予定だった世界選手権は、台湾の入国問題を巡る政治的騒動の結果、大会そのものが中止となった。10月には国体成年の部で5戦5勝して神奈川県の優勝に大きく貢献した。さらに同月の全日本学生選手権に出場するも、決勝で中央大学の吉岡剛に1－2の判定負けを喫した。この一戦は公式戦において山下が喫した16回目の敗戦であるが、これ以降敗れることは一度もなかった。その直後に日ソ親善試合に出場して1試合のみながら勝利した。11月には日仏ソ三国対抗大会に出場して1976年モントリオールオリンピック重量級金メダリストであるソ連のセルゲイ・ノビコフと2度対戦するが、2度とも引き分けに終わった。翌年2月にはグルジアのトビリシで開催されたソ連国際に出場して、95 kg超級では予選でノビコフを注意で破ると、準決勝ではローザンヌ世界選手権2位のソ連のラマズ・ニチラーゼを合技で下し、決勝では予選に続いて対戦したノビコフを判定で破り優勝を果たすと、無差別級ではオール一本勝ちでの優勝を成し遂げて、2階級制覇を達成した。
大学3年になると、全日本選手権では3回戦の上村戦こそ2－1の微妙な内容での勝利だったが、その後は順調に勝ち上がり、決勝では高木を大外刈（ないしは足車）で破り2連覇を達成した。6月には全日本学生優勝大会で6戦オール一本勝ちを成し遂げて東海大学の2連覇に大きく貢献した。7月には全日本体重別選手権の決勝で上村から内股で効果を取って2連覇を達成。9月には日本武道館訪欧武道団によるヨーロッパ遠征メンバーの一員として各地で試合を行い、ウィーン世界選手権軽重量級で優勝したフランスのジャン＝リュック・ルージェと引き分けた以外の10戦は全て勝利した。10月には全日本学生選手権95 kg超級で優勝すると、無差別級でも2年ぶり2度目の優勝を果たした。さらに国体成年の部では5戦5勝して神奈川県の2連覇に大いに貢献。11月にはブラジルのリオデジャネイロで開催された世界学生選手権の無差別級に出場してオール一本勝ちでの優勝を果たすが、団体戦では全勝したもののチームは3位に止まった。さらに全日本選抜団体選手権にも出場するが、ルートヴィヒスハーフェン世界選手権重量級で3位だった新日本製鐵の岩田久和との1戦を引き分けたのみで終わり、東海大学も3位に止まった。その直後の嘉納杯の95 kg超級では準決勝でルージェを横四方固で破ると、決勝でも上村から大内刈で一本を取ってオール一本勝ちで優勝を果たした。続く無差別級では初戦でソ連のアレクセイ・チューリンに先に効果を取られるが、終了30秒ほど前に大内刈で有効を取り返して辛勝した。その後は順調に勝ち上がり、準決勝では岩田を横四方固で破ると、決勝ではルージェを大外刈の有効で下して2階級制覇を達成した。翌年1月にはフランス国際に出場して決勝でチューリンを横四方固で破ったのをはじめ、6試合オール一本勝ちで優勝を果たした。
大学4年になると、全日本選手権では初戦から一本の山を築き、準決勝では高校時代からのライバルで筑波大学大学院在籍の松井勲を横四方固、決勝では遠藤を合技で破るなどして、全日本選手権では戦後初となるオール一本勝ちでの3連覇を果たした。6月には全日本学生優勝大会で5戦オール一本勝ちを成し遂げて東海大学の3連覇に大きく貢献した。9月には全日本体重別選手権の決勝で遠藤を合技で破り、世界選手権95 kg超級代表に選ばれた。10月には全日本学生選手権95 kg超級で2連覇を達成すると、無差別でも決勝で国士舘大学1年生の斉藤仁にやや苦戦したものの最後は崩上四方固で破り、2年連続3度目の優勝を果たした。続いてアメリカ国際柔道大会に出場して、95 kg超級、無差別級ともにオール一本勝ちで優勝した。12月にはフランスのパリで開催された世界選手権に出場して、準決勝でチューリンを崩上四方固で破ると、決勝では地元フランスのルージェから一本勝ちこそならなかったものの、大外刈で技ありと有効、さらには注意ポイントまで取って快勝して、世界選手権で初優勝を果たした。翌年1月には選抜団体で3戦全勝して東海大学の初優勝に貢献。2月には東海大学の韓国遠征メンバーの一員として訪韓し、現地での試合では全勝した。3月、東海大学を卒業。

### 大学院時代
1980年4月には東海大学大学院体育学研究科修士課程に進学した。入学直後の全日本選手権では準決勝で松井勲に判定勝ちすると、決勝では遠藤純男を横四方固で破り4連覇を達成した。しかしながら、5月24日には日本オリンピック委員会総会において、ソビエト連邦のアフガニスタン侵攻に抗議するためオリンピック大会不参加が最終的に選択された。その翌日の全日本体重別選手権では、遠藤が繰り出した奇襲技蟹挟によって山下は足の腓骨を骨折、痛み分けとなった。代表に選ばれるも試合に参加できなかった山下は、他の競技の選手と共に、マスコミを通じて涙ながらに訴えた。オリンピック大会不参加・ボイコット当時の山下の回想によれば、コップ酒を何杯もあおってもとてもやり切れる気持ちではなかった。枕に顔を押し付け、止め処も無く流れる涙を堪えるほか無かったとのこと。失意の山下は、松前重義東海大学総長から「オリンピックを観戦して来なさい」と言われ、モスクワオリンピック柔道会場の観客席で観戦する。そこで世界の柔道選手と再会、交流を深め、傷つけられた心はいくらか慰められた。この不運に挫けることなく、4年後も再び日本代表に選ばれた。柔道のモスクワオリンピック代表のうち、4年後も再び代表に選ばれたのは山下ただ一人であった。山下は初めてオリンピックを目指してから3大会目にして代表として出場できることになった。
1981年4月には前年5月以来約11ヶ月ぶりの試合となる全日本選手権に出場して、初戦である滋賀県警の伊藤久雄戦こそ内股による有効止まりだったものの、その後は一本勝ちを積み重ね、決勝では遠藤を横四方固で破り5連覇を達成した。6月には体重別を欠場するが世界選手権では95 kg超級と無差別の2階級で代表に選ばれた。9月にはオランダのマーストリヒトで開催された世界選手権に出場して、準決勝で韓国の趙容徹を内股、決勝ではソ連のグリゴリー・ベリチェフを横四方固で破るなどオール一本勝ちで優勝を果たすと、無差別でも決勝でポーランドのヴォイチェフ・レシェコを横送襟絞で下すなど、95 kg超級、無差別級の総計10試合で相手にいかなるポイントも与えず全て一本勝ちして、2階級制覇を達成した。10月には国体成年の部で6戦6勝して神奈川県の優勝に大いに貢献した。11月には日本国際柔道大会に出場して、決勝で斉藤に注意で優勢勝ちを収め、優勝を果たした。
1982年4月の全日本選手権では、準々決勝で前年の世界選手権86 kg級2位である埼玉大学教員の野瀬清喜を送襟絞、準決勝では78 kg級の選手である岩手県警の日陰暢年を横四方固で破ると、決勝では松井を判定で破り6連覇を達成した。5月には前年のマーストリヒト世界選手権での2階級制覇が評価されて、フランス・スポーツ・アカデミー賞のグランプリに選ばれた。9月の体重別選手権では決勝で斉藤を注意で破り優勝した。11月の嘉納杯無差別では準決勝で天理大学の正木嘉美を大外刈で下すと、決勝では斉藤を小外刈による有効で下して優勝。続く団体戦でも全勝してチームの優勝に貢献した。

### 講師時代
1983年の3月には大学院を修了して、4月からは東海大学体育学部の講師となった。そして全日本選手権では準決勝で新日本製鐵の藤原敬生に豪快な大外刈で一本勝ちすると、決勝では斉藤に判定勝ちして7連覇を達成した。7月の全日本体重別選手権では決勝で斉藤を指導で下して優勝を果たし、世界選手権95 kg超級代表に選ばれた。10月にソ連のモスクワで開催された世界選手権では、準決勝で東ドイツのヘンリー・ストールを指導で下すと、決勝ではオランダのヴィリー・ヴィルヘルムを横四方固で破り、世界選手権3連覇を達成した。
1984年4月の全日本選手権では、初戦で遠藤純男の教え子である秋田経法大学の渡辺浩稔の蟹挟みに横転するがポイントにはならず、その後崩上四方固で一本勝ちすると、準決勝では正木も崩上四方固で破り、決勝では斉藤仁から注意を取って優勢勝ちして8連覇を達成した。5月の体重別選手権は欠場したが、ロサンゼルスオリンピック無差別代表に選ばれた。

### ロサンゼルスオリンピックで金メダル
山下が唯一出場した、1984年8月のロサンゼルスオリンピックでは、2回戦で西ドイツのアルトゥール・シュナーベルと対戦した際、軸足の右ふくらはぎに肉離れを起こしてしまった。山下は左に組むため、右足・軸足の肉離れで大変に不利な状況に立たされた。2回戦は送り襟絞めで勝利を収め、試合後控え室に引き返すまでの間、山下は肉離れを決して悟られまいと平然に振舞って普通に歩いたつもりが、誰にもわかってしまうほど明らかに足を引きずっていた。山下が控え室に戻るなり、コーチ陣に慌てた表情で問い質され、自分の肉離れが全て悟られてしまったことに気が付いた。
山下は一旦は落ち込むが、次の試合時刻が迫ってくる中開き直り、“足を引きずってもいいから相手を見据えて胸を張っていけ”と自身に言い聞かせ準決勝に臨む。準決勝の相手はフランスのデル・コロンボだった。過去の対戦から組みし易い相手と山下は考えていたが、開始30秒で大外刈りによる効果を取られてしまう。直後は動揺したものの直ぐに我に返り、激しく自身を鼓舞、守りに入ったコロンボを大内刈りと横四方固めの合わせ技で逆転した。

#### 決勝
エジプトのモハメド・ラシュワンとの決勝戦前、山下の頭には『金メダルを取り表彰台の中央で観客に満面の笑みで応える山下』と『タオルを被って号泣してうつむく山下』の両方のイメージが交互に浮かんだ。師匠の佐藤は「投げられても一本取られなければいい、寝技に持ち込んで勝つ方法もある」と冷静にアドバイスする。一方山下も、同じ控え室で気合を入れて調整をしている試合直前のラシュワンに対し、意図してにっこり微笑みかけた。目が合い、笑顔で応じたラシュワンの緊張が解けた様を見て、山下は勝機を感じていた。
ラシュワンのコーチは「初めの一分間は我慢して攻めないように」とラシュワンに指示したが、ラシュワンはそのアドバイスを忘れたかのように強気で攻め始める。冷静な山下はラシュワンの攻めに無意識に反応、ラシュワンが体勢を崩した瞬間を捉えて押さえ込みに持っていき、横四方固め。一本を伝えるブザーが鳴った瞬間、山下は畳に両手を力強く突いて立ち上がり、涙でくしゃくしゃになった表情を隠そうともせずに喜びを表現した。全て一本勝ちでの金メダル獲得である。
表彰台の中央に上ろうとする山下に、ラシュワンは山下の足を気遣って手を差し伸べ、友情の証として世界から評価された。またラシュワンも、山下の右足を狙わなかったという主旨の発言をしたことから、そのフェアプレーの精神を称えられた。
後日、山下はTBS 『3時にあいましょう』出演時にラシュワンが正々堂々と勝負したことは認めつつも、「ケガした右足を気遣って、右の技をかけなかったというのは事実ではない」「右払い腰を仕掛けようとした時、ラシュワンは右足に技を仕掛けている」「相手の弱い所に自分の強い所をぶつけてこそ本当の勝負師。自分も、得意技が相手が痛めた所を攻めるような技であれば、遠慮なくそこを攻める」と語っている。

### オリンピック以降、そして引退
1984年10月9日にはこれまでの活躍が高く評価されて国民栄誉賞を授与された。
1985年4月には最後となる全日本選手権に出場して、準々決勝で東海大学の教え子である樋川純を横四方固で破ると、準決勝でも正木嘉美を同じく横四方固で破り、決勝では斉藤仁を相手に中盤、支え釣り込み足を仕掛けたものの技が空振りした所を浴びせられて背中から倒れた格好となったが、この技は審判から有効な技と見なされず、その後山下は攻勢に出て斉藤がやや守りの姿勢に入って試合が終了した。中盤に繰り出された斉藤の返し技がどのように判断されるか注目されたが、結局、副審2名には判定の大きな材料とはならず、山下が旗判定で優勢勝ちして、全日本選手権9連覇を達成した。主審の神永昭夫は斉藤優勢としたが副審2名は山下優勢とした。
以上のように、1977年10月の日ソ親善試合から1985年4月の全日本選手権優勝を最後に現役を引退するまで、約7年6ヶ月の間に203連勝を記録した（途中、引き分けを7回はさんでいる）。また、同期間内に全日本選手権9連覇も達成。なお、203連勝は柔道における最多連勝記録であると、2019年にギネスによって認定された。
怪我が完治しなかったことから、不敗記録が途切れぬまま、1985年6月17日に28歳という若さで引退を決断した。

### 引退後の監督時代

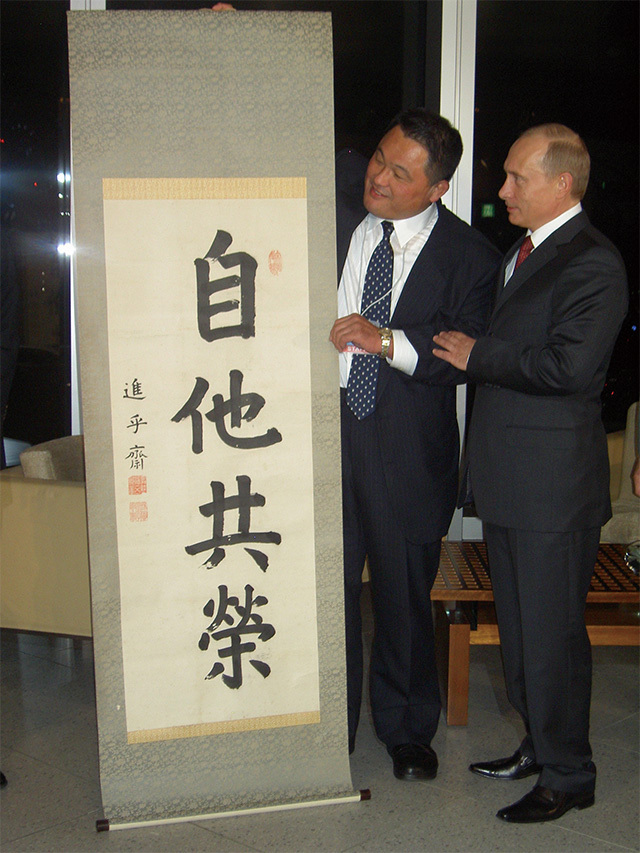
2005年11月、ロシア大統領ウラジーミル・プーチン（右）に嘉納治五郎の直筆の書を献上

選手時代から全日本監督時代にかけての数々の海外遠征、そして留学経験などの様々な実績を買われ、2003年9月、国際柔道連盟の教育コーチング担当理事に就任する。
一説によると山下は、海外小説の原書を読むことができるほど英語に堪能。NHKの「土曜インタビュー」において「英語で1時間半も続けて演説した」というエピソードを披露した。また海外への出張中は英語のニュースを聞き「半分程度は理解できる」と謙遜混じりに述べた。選手生活を引退した翌年にはイギリスに一年間の留学をしている。
指導者としては「勝つ経験ばかりしている自分が負けた選手の気持ちを理解できるだろうか」という考えのもと、海外遠征では現地で選手をバスで観光させて見識を広めさせるなど、柔道の枠を越えて一個人を大きく育てていくという広い視野に立った指導を進めている。

### 国際柔道連盟理事就任〜落選および復帰
シドニーオリンピックでの篠原信一の銀メダル誤審問題により、国際試合での判定を厳密に審査する点においてシステムを見直す必要を感じ、2003年国際柔道連盟総会（大阪）教育・コーチング理事に立候補し、対立候補が無く当選。就任して改革に務めた。
2007年9月、国際柔道連盟総会（リオデジャネイロ）で国際柔道連盟の教育・コーチング理事に再度立候補するも、アルジェリアのモハメド・メリジャに61対123で落選。事前の予想では既に山下が不利であることが知られており、山下自身も「情勢は大変厳しく、皆は勝ち馬に乗るだろう」と選挙2日前に述べていた。マリウス・ビゼールはメリジャを支持したため、この選挙は「ビゼール対山下」の戦いと言われた。山下が落選したため日本は初めて議決権を持つポストを失った。
2015年8月21日にIJFは世界選手権が開催されるカザフスタンのアスタナで総会を開き、講道館館長の上村春樹とともに山下をIJF会長であるビゼールが指名する議決権を伴わない理事に登用することを決定した。任期は2年となる。両者を指名理事に加えたビゼールは、「柔道界のレジェンドだ。柔道の発展のため、日本の存在は重要。20年東京五輪で柔道の団体戦が新種目として採用されるチャンスがある。（国際オリンピック委員会などへの）ロビー活動において全柔連と講道館の力は不可欠だ」とコメントした。両者は理事会において教育や普及の分野を担当することになるという。山下は2007年以来の理事復帰となった。2013年に日本からの理事が不在となったことで、日本の発言権や情報収集力など国際柔道界での影響力の低下を招いていたところだった。理事復帰に関して山下は、「責任の重さを感じる。理事会に入れば集まってくる情報量が格段に違う。他のIJF理事とのネットワークを使って、何ができるかを考えたい。柔道を通じて日本文化を伝えたい」と語った。

### IJF殿堂入り
2015年8月にはIJFの殿堂入りを果たすことになった。
2025年6月にはIJFから名誉委員の称号を授与された。

### NPO法人・柔道教育ソリダリティー
2006年4月からはNPO法人・柔道教育ソリダリティーの理事長として柔道を通じた国際交流を行っている。主な活動内容は、柔道用品（リサイクル柔道衣・畳）の無料配布、柔道教材を製作し無料配布。また、2020年東京オリンピックに向け、外国人指導者・選手の受け入れ、柔道発展途上国へ日本人指導者を派遣を行っている。「自他共栄」をモットーに柔道を通じた人づくりに励んでいる。

### 東海大学
1996年4月より、東海大学体育学部教授に就任。2009年4月、東海大学体育学部学部長に就任。2010年6月、学校法人東海大学理事・評議員に就任。2011年11月、東海大学副学長に就任し、スポーツ・社会連携担当となる。

### 全柔連
2013年3月には女子柔道強化選手への暴力問題を受けて全柔連が新たに設置した「改革・改善実行プロジェクト」の責任者となった。8月には理事に再任されると、副会長に就任した。2015年3月、急死した斉藤仁の後任として、強化委員長を兼任。2016年9月、強化委員長を金野潤に譲り、副会長専任となる。2017年6月、会長に就任した。2019年6月、会長に再任された。2021年6月には満場一致で三選を果たした。2023年6月には全柔連会長を退任した。今後は名誉会長を務めることになった。

### JOC
2013年6月、新任で日本オリンピック委員会理事となり、アントラージュ専門部会長となる。
2016年1月より味の素ナショナルトレーニングセンター(NTC)のトップに就任することとなった。その際に、「近年の日本スポーツ界が好成績を挙げている原動力がNTC。国民の期待に応えられるような成果を出せる環境を作っていきたい」と語った。
2017年7月にはJOC常務理事となり、選手強化本部長に就任した。
2019年6月、JOC会長に就任。同年7月多羅尾光睦東京都副知事とともに東京オリンピック・パラリンピック競技大会組織委員会副会長に就任。
2019年10月には国内オリンピック委員会連合（ANOC）より選手時代の実績が評価されて、「傑出した選手賞」を授与された。
2019年12月5日、国際オリンピック委員会（IOC）理事会は山下を新たな委員候補に推薦した。翌年1月10日の総会で正式に就任が決まった。
2022年4月にはロシアによるウクライナへの軍事侵攻を非難する声明を公表した。また、親交があるとされているロシア大統領のウラジーミル・プーチンとは、直接やり取りできるだけのコネクションを持ち合わせていないとも説明した。
2023年6月にはJOC会長に再任されて、3期目を務めることになった。
2023年10月29日、プライベートでの行動中に転倒して頸椎を損傷し、手術を受け入院。

## 柔道スタイル
山下は左組み手で、体型が「（階級の割りには）いわゆる上背がないアンコ型」だったもあり、大きな外国選手と戦う事を考えて、奥襟は取らない柔道であった。「崩し」を重視し、連絡技や寝技との組み合わせで一本を取るスタイルの選手であった。本人は技について、投技では大外刈から相性のいい大内刈、内股といった足技、固技では崩上四方固、横四方固、袈裟固、送襟絞を得意としている。他にも足技では小外刈、支釣込足、手技では体落、掬投、捨身技では谷落と多彩だった。また寝技での勝利も多く（特に横四方固）、とりわけ投技からの移行が巧みであった。
投技
最も好きな技は最初に覚えた技である大外刈で、大事な場面ではこの技を使った。内股は、高校生時代、最初の海外遠征時で海外選手に有効であったことから使用するようになった。相手を前に引き出して崩す型の内股。谷落は、ケンカ四つで奥襟をとられたときの対策として研究し、やがて得意技となった。また実際には使われることはなかったが、選手生活の後半には佐藤宣践の薦めにより浮技なども試行している。
寝技
大学入学当初、寝技は不得意（というより必要でなかった）だったが、佐藤との乱取でコツを掴み、得意にした。選手生活の後半に使用頻度が高まったという。投技から移行した寝技での一本も多かった。下から引き込む寝技は試合では使わず、体型を生かした上からの攻めに徹した。これは「練習中はともかく、試合においては不利な方法は絶対にこれを行わない」という勝負哲学に基づく。絞技・関節技では、亀で逃げる相手への横送襟絞、両手絞や腕挫脚固、ケンカ四つで防御する相手への腕挫腕固などバリエーションに富む。何れも試合での連携を重視するかたちで用いられた。
オリンピックには一度しか出場せず早々に引退したものの、通算成績528勝16敗15分という記録から、『世界史上最強の柔道家』に推す声はいまだ多い。小川直也は、世界選手権前の全日本合宿で乱取り稽古をつけてもらったが歯が立たず、「なんでこの人（山下）が代表として出ないんだろう？」と引退を疑問に思った。井上康生も全日本選手権3連覇直後の専門誌による取材に、「いまでも寝技は山下先生が一番強いと思います」と答えている。

## 戦績
(無差別以外は全て重量級、ないしは95 kg超級での成績)
- 1971年-1972年 - 全国中学校柔道大会 団体戦2連覇
- 1973年 - 金鷲旗 3位
- 1973年 - インターハイ 個人戦 優勝
- 1974年-1975年 - 金鷲旗 2連覇
- 1974年 - インターハイ 個人戦 3位
- 1975年 - 全日本柔道選手権大会（無差別） 3位
- 1975年 - インターハイ 個人戦 団体戦 ともに優勝
- 1975年 - 国体 高校の部 優勝
- 1975年 - 新人体重別 優勝
- 1976年 - フランス国際 優勝
- 1976年 - 学生優勝大会 2位
- 1976年 - 全日本学生 優勝
- 1976年 - 選抜団体 2位
- 1976年 - 新人体重別 優勝
- 1976年 - 世界ジュニア 優勝
- 1977年-1985年 - 全日本柔道選手権大会 9連覇
- 1977年 - 学生優勝大会 優勝
- 1977年-1980年、1982年-1983年 - 選抜体重別で合計6度の優勝
- 1977年 - 国体 成年の部 優勝
- 1977年 - 全日本学生 2位
- 1978年 - ソ連国際 95 kg超級 無差別 ともに優勝
- 1978年 - 学生優勝大会 優勝
- 1978年 - 全日本学生 95 kg超級 無差別 ともに優勝
- 1978年 - 国体 成年の部 優勝
- 1978年 - 世界学生 無差別 優勝 団体戦 3位
- 1978年 - 選抜団体 3位
- 1978年 - 嘉納杯 95 kg超級 無差別 ともに優勝
- 1979年 - フランス国際 優勝
- 1979年 - 学生優勝大会 優勝
- 1979年 - 全日本学生 95 kg超級 無差別 ともに優勝
- 1979年 - アメリカ国際柔道大会 95 kg超級 無差別 ともに優勝
- 1979年 - 世界選手権 優勝
- 1980年 - 選抜団体 優勝
- 1981年 - 世界選手権 95 kg超級 無差別 ともに優勝
- 1981年 - 国体 成年の部 優勝
- 1981年 - 日本国際柔道大会 優勝
- 1982年 - 選抜体重別 優勝
- 1982年 - 嘉納杯 無差別 団体戦 ともに優勝
- 1983年 - 選抜体重別 優勝
- 1983年 - 世界選手権 優勝
- 1984年 - ロサンゼルスオリンピック 無差別 優勝

## 有力選手との対戦成績
| 国籍             | 選手名                     | 内容      |
| ---------------- | -------------------------- | --------- |
| 日本の旗         | 上村春樹                   | 4勝4敗    |
| 日本の旗         | 遠藤純男                   | 7勝4敗1分 |
| 日本の旗         | 二宮和弘                   | 2敗       |
| 日本の旗         | 高木長之助                 | 5勝1敗    |
| 日本の旗         | 斉藤仁                     | 8勝       |
| 日本の旗         | 正木嘉美                   | 4勝       |
| ソビエト連邦の旗 | セルゲイ・ノビコフ         | 2勝2分    |
| フランスの旗     | アンジェロ・パリジ         | 2勝       |
| フランスの旗     | ジャン＝リュック・ルージェ | 2勝1分    |

- 公式戦での通算成績は559戦528勝16敗15分。勝率は9割7分2厘。連勝記録は1977年10月の日ソ親善試合から1985年4月の全日本選手権まで203連勝。203連勝のうち164勝が一本勝ち。敗れた16敗のうち、上記掲載以外の選手には吉岡剛に2敗、松井勲、諸井三義、安齊悦雄の各選手にそれぞれ1敗している。

(参考資料：ベースボールマガジン社発行の近代柔道バックナンバー、『山下泰裕 闘魂の柔道』等)。

## エピソード
- 丸顔と柔和な表情のため、温厚な性格と思われる事が多いが、実際には子供の頃から大変な負けず嫌いであった。これは、祖父の厳しいスパルタ教育によるところが大きいという。
- 山下の影響でその後の世代に左組み手の柔道家が増えた。
- 選手時代は身長180 cm・体重128 kgの巨体にもかかわらず、100 mを13秒台で走る俊足であった。
- かつて皇居の園遊会に招かれ、昭和天皇から「柔道は、骨が折れますか（柔道は、大変ですかの意）」と尋ねられ、「はい、昨年骨折しました」と答えて周囲の爆笑を誘ったエピソードは、実直な人柄を表して有名である。
- ロサンゼルスオリンピックで金メダルを獲得、国民栄誉賞も受賞した山下は、そのキャリアの絶頂期に結婚。相手は、銀座和光で店員をしていた一般女性。山下は、和光での買い物の際に彼女から見初められる。もともと山下のファンだった彼女は顧客リストから山下の住所を調べ[注釈 14]、写真と手紙を送るなど積極的にアプローチし、交際が始まる。彼女の才色兼備ぶり、当時は女性からの積極的なアプローチが珍しかったこと、高級百貨店・和光の店員という経歴などから、当時の女性週刊誌を中心とするマスコミに格好の話題を提供した。同時に「『顧客リスト』を私用に使うとは何事だ」という上得意客からの非難もあった（当時は個人情報に対する認識がまだ薄い時代である）。
- 柔道を通した国際平和の推進派であり、「（南京は）日本人にとっては心に刺が刺さったような場所でその場所に柔道場ができて日本と南京の交流が進む」と述べている。
- 新日本プロレスの代表者であるアントニオ猪木が山下の祖父に契約金の一部を渡し、プロレスラー転向を進めようとした。この話に山下本人は一切関わっておらず、プロレスラーに転向するつもりも無かった。報道によってこの件を知った山下は祖父を説得し、祖父は全額を返還した[38]。

## 社会的活動
- 文部科学省中央教育審議会委員（第1期 - 第2期）
- 骨髄バンク啓発ポスターのモデルになった。
- 特定非営利活動法人柔道教育ソリダリティー理事長

## 著書
- 『黒帯にかけた青春』東海大学出版会、1986年10月。ISBN 978-4486009351。
- 『山下泰裕 闘魂の柔道 必勝の技と心』ベースボール・マガジン社、1991年8月。ISBN 978-4583029313。
- 『山下泰裕 闘魂の柔道 必勝の技と心』（新装版）ベースボール・マガジン社、2007年6月。ISBN 978-4583100326。

## 映画
- 山下少年物語（1985年、キネマ東京、ザ・ワールド企画、森岡賢一郎事務所の共同製作。東宝東和配給。）
- YAWARA!（1989年、東宝）本人役

## 出演

### ドキュメンタリー
- NHK特集「オリンピックの群像“不敗の勇者 山下泰裕”」（1984年7月22日、NHK）[39]

### CM
- スポーツドリンク「NCAA」（1984年、サントリー） - アメリカ・サンフランシスコの路面電車を追いかけ、乗車する。「どこにいたって道場です。」との本人による台詞あり。
- 教育「人生投げたらイカン」（1985年、公共広告機構）　- ますます問題化している青少年の「いじめ」「非行」に対して、悩める青少年に希望を与えて不撓不屈の精神を養うことを目的とした「投げたらアカン（鈴木啓示）」の続編。ロス五輪金メダル、全日本柔道選手権9連覇、203連勝、国民栄誉賞受賞の山下泰裕が出演した。日本アマチュアスポーツ界の頂点に立つ山下が機構作品に登場したことは画期的なことと各方面が注目し、マスコミにも多数掲載された。受け皿機関のヤングテレホンコーナー（全国100ヶ所）が受けた相談件数は前年に比べて、18％上昇した。
- 丸大食品